# Nankoku
Nankoku (Japans: 南国市, Nankoku-shi) is een Japanse stad in de prefectuur Kochi. In 2014 telde de stad 48.239 inwoners. Het zuidelijke deel van de stad ligt aan de Grote Oceaan.

## Geschiedenis
Op 1 oktober 1959 werd Nankoku benoemd tot stad (shi).
Steden:
Aki · Kami · Kōchi (hoofdstad) · Kōnan · Muroto · Nankoku · Shimanto · Sukumo · Susaki · Tosa · Tosashimizu

Districten:
Agawa · Tosa · Hata · Nagaoka · Takaoka · Aki
Gemeenten per district